# Чемпионат мира по снукеру 1936
Чемпионат мира по снукеру 1936 (англ. 1936 World Snooker Championship) — главный турнир в мире снукера, проводившийся в лондонском зале Thurston’s Hall (Англия). Предыдущий победитель турнира Джо Дэвис начинал защищать титул в первом раунде и в итоге стал чемпионом в 10 раз подряд. В финале он обыграл Хорэса Линдрума со счётом 34:27.

## Результаты

### Первый раунд
Матчи из 31 фрейма
 Джо Дэвис 29:2 Том Ньюмен 
 Вилли Смит 16:1 Сидней Смит 
 Конрэд Стэнбери 22:9 Алек Мэнн 
 Хорэс Линдрум 20:11 Пол Терри 
 Клэр О'Доннелл 16:15 Сидней Ли 

### Второй раунд
Матчи из 31 фрейма
 Джо Дэвис 22:9 Вилли Смит 
 Конрэд Стэнбери 15:16 Алек Браун 
 Хорэс Линдрум 19:6 Клэр О'Доннелл 

### Полуфиналы
Матчи из 31 фрейма
 Джо Дэвис 21:10 Алек Браун 
 Стенли Ньюмен 2:29 Хорэс Линдрум 

### Финал
Матч из 61 фрейма
 Джо Дэвис 34:27 Хорэс Линдрум 